# Forcipomyia brevis
Forcipomyia brevis är en tvåvingeart som först beskrevs av Oskar Augustus Johannsen 1927.  Forcipomyia brevis ingår i släktet Forcipomyia och familjen svidknott. Inga underarter finns listade i Catalogue of Life.